# Bajonettek árka
A Bajonettek árka (Tranchée des Baïonnettes) egy első világháborús emlékmű Verdun közelében.

## Története
Az 1916-os verduni csata júniusi ütközeteinek egyik visszatérő célpontja volt a franciáknak és a németeknek egyaránt a Thiaumont-erődítmény (Ouvrage de Thiaumont), amely tizenhatszor cserélt gazdát a nyár folyamán. Közvetlenül az erőd alatt, attól északra egy szurdok húzódott, a Ravine de la Dame, amelyet két vendée-i ezred védett. A lövészároknak azt a részét, amely a szurdok északnyugati lejtőjén húzódott, a 137. gyalogezred 3. százada védte. Június 10-11-én a német tüzérség hevesen lőtte a védvonalat. A század 164 katonájából hetven élte túl az ágyúzást. A tüzérség 11-én este ismét tüzet nyitott, és valószínűleg eltévedt francia lövedékek is becsapódtak a szurdokban.

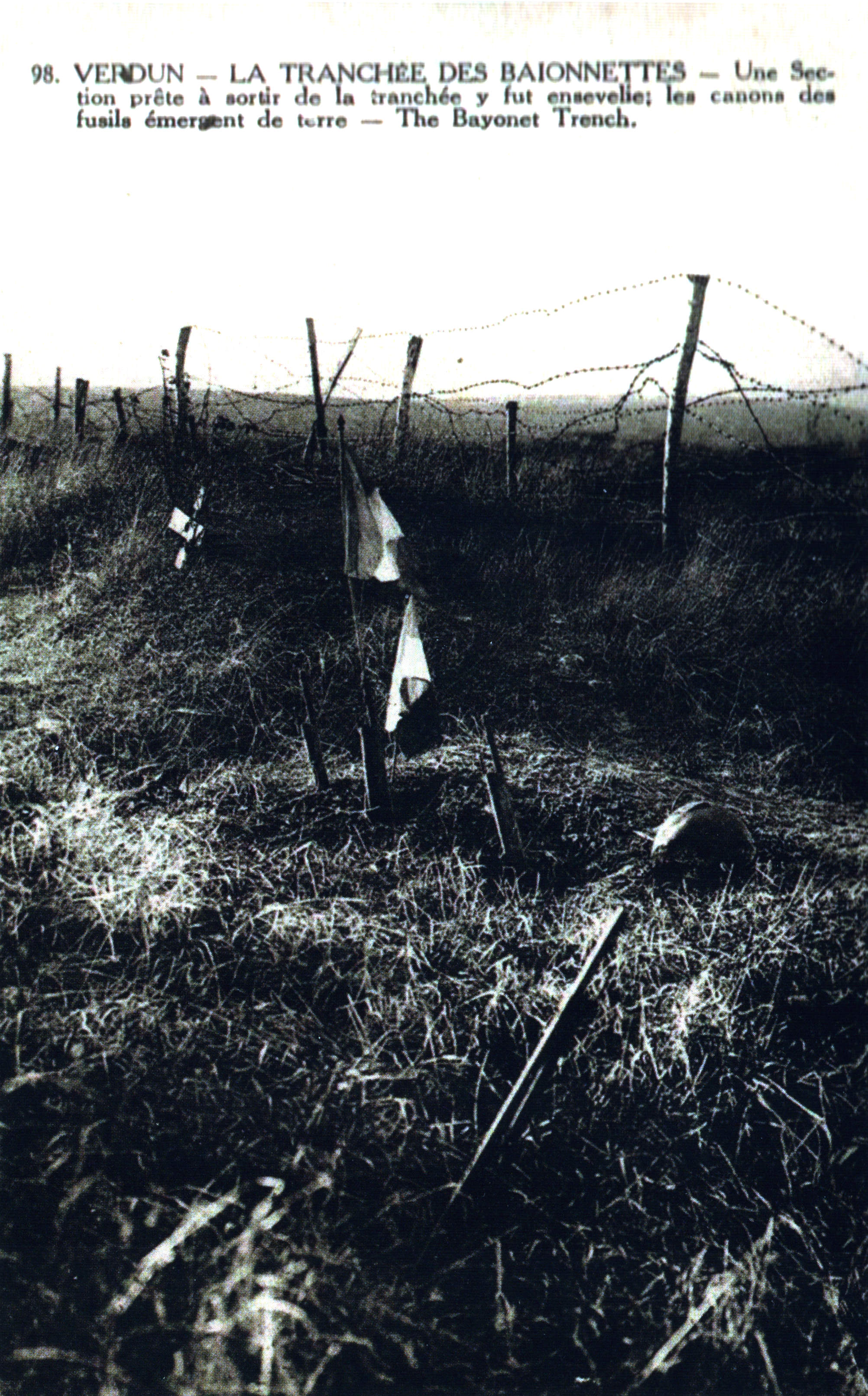
Levelezőlap az árokról

Június 12-én reggelre a 137. ezred megszűnt létezni, parancsnoka mindössze két túlélővel találkozott. A 3. század sorsáról semmit nem lehetett tudni a háború befejezéséig. Az általuk védett lövészárkot teljesen betemetve találták meg. Az egyik szakaszon azonban rozsdás puskacsövek álltak ki a földből,  feltűzött szuronnyal. Amikor a francia hatóságok feltárták az árkot, mindegyik puska alatt-mellett egy holttestre bukkantak.
Ebből és a közeli lövészárkok túlélőinek visszaemlékezéseiből arra jutottak a feltárók, hogy a szerencsétlenül járt katonák bajonettharcra készültek a támadó németek ellen, és inkább hagyták, hogy a becsapódások által felvert föld élve betemesse őket, mintsem elhagyják őrhelyüket. Az 1920-as ásatások során 47 holttestet találtak, közülük 14-et sikerült azonosítani.
Később több ellenvetés is megfogalmazódott a történettel szemben, mivel valószínűtlennek tűnt, hogy egy robbanás egyszerre temessen be egy nagyjából harminc méter hosszú árkot a benne lévő katonákkal együtt, és ne maradjon legalább egy túlélő. Valószínűbbnek tűnik az a magyarázat, hogy a 3. század katonái már meghaltak, mire a német gyalogosok elérték őrhelyüket. A németek a halottakkal teli lövészárkot betemették, és a holttestek helyét a földbe szúrt puskákkal jelölték meg.
2023 óta az első világháború temetői és emlékhelyei részeként a világörökséghez tartozik.

## Az emlékmű
A történet, az árok megtalálása után, bejárta a világot, és megragadta egy amerikai, George Rand képzeletét, aki pénzt adományozott egy emlékhely kialakítására. Az egykori lövészárok fölé egy melankolikus, oszlopokkal, pilonokkal tagolt betonszentélyt építettek, amelyet André Ventre építész tervezett. Az építmény bejáratát monumentális kereszt díszíti. Az egykori árok felett fehér kereszteket helyeztek el. Az emlékmű avatását 1920. december 8-án tartották.

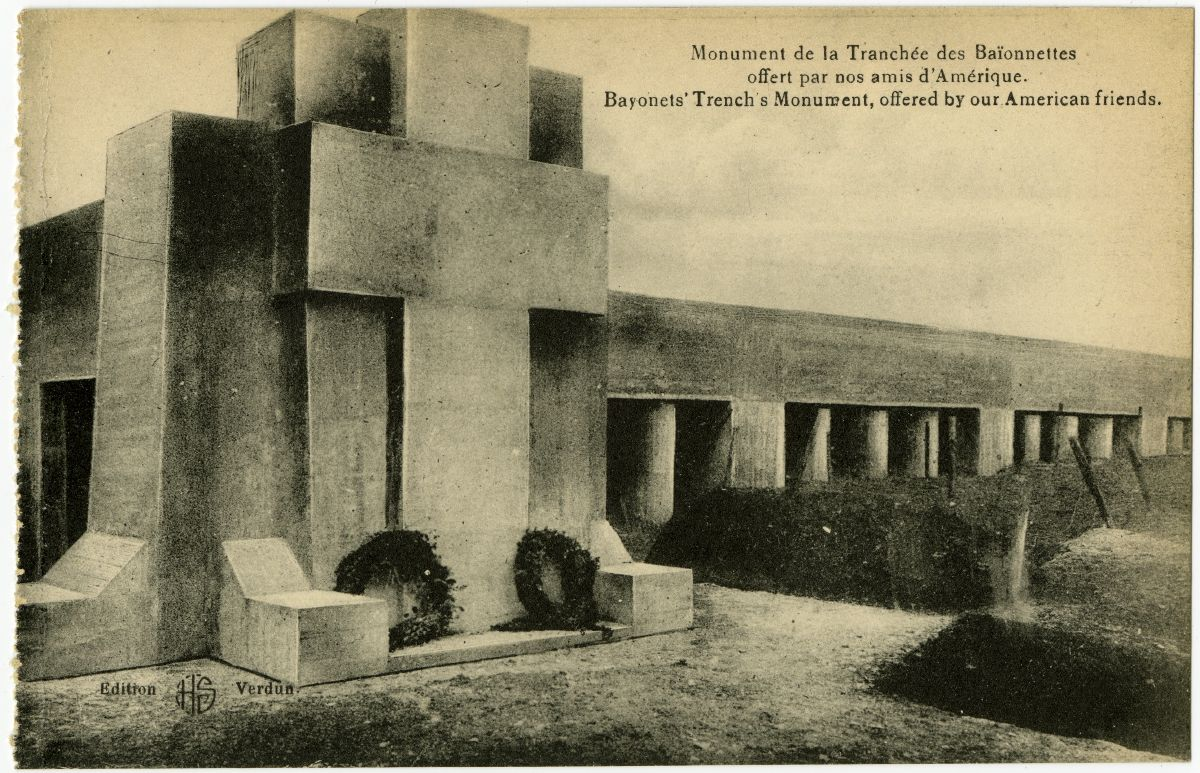
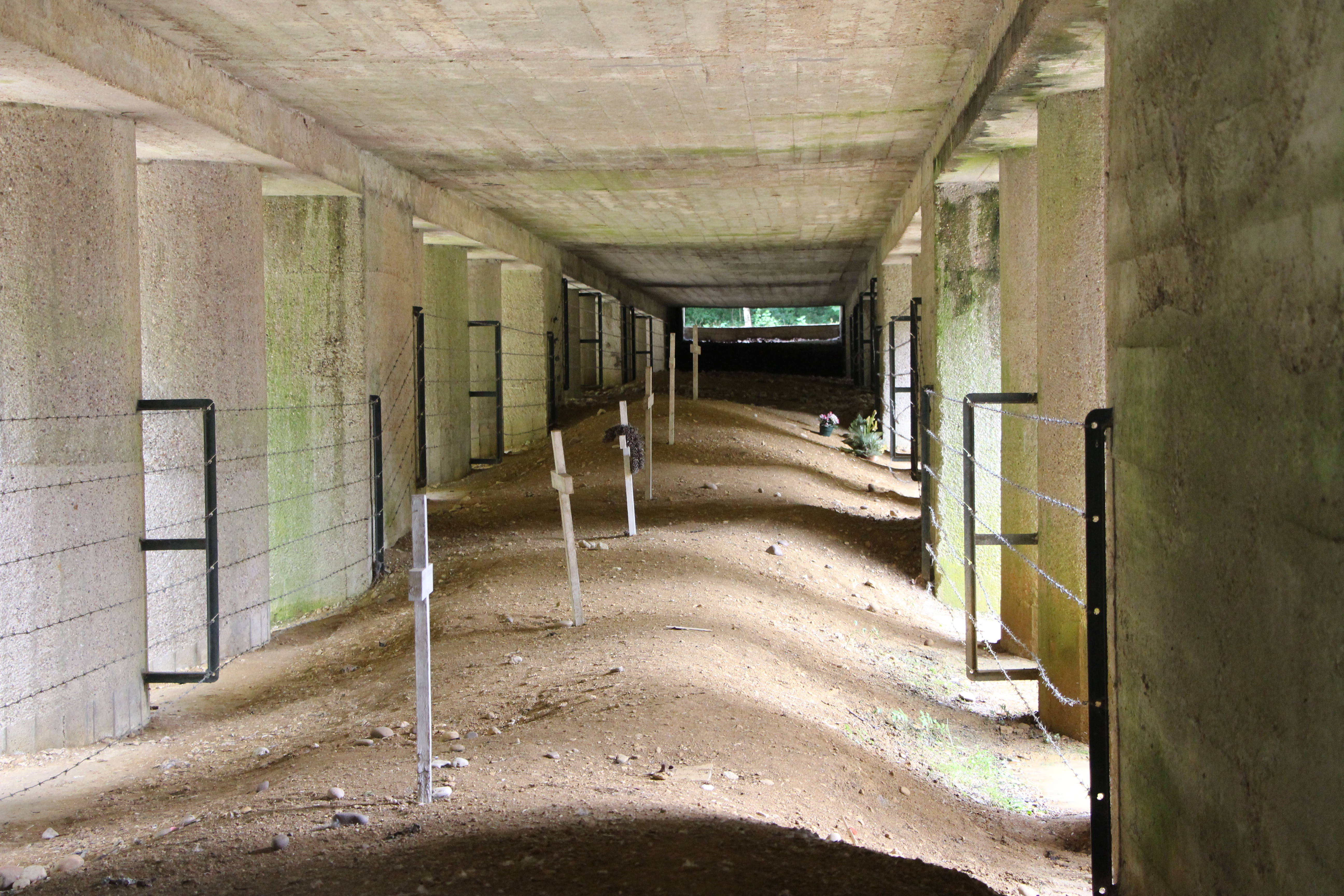
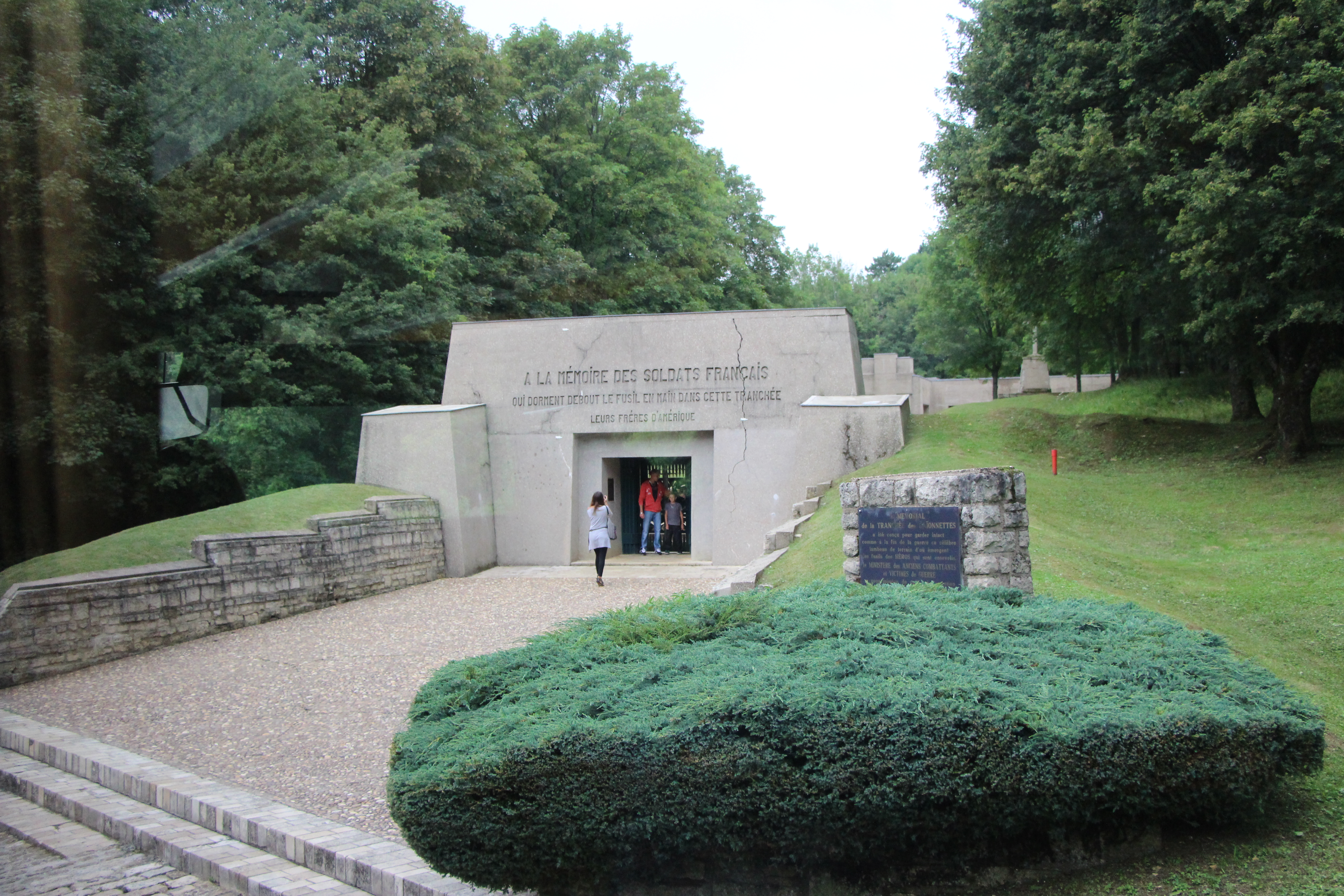
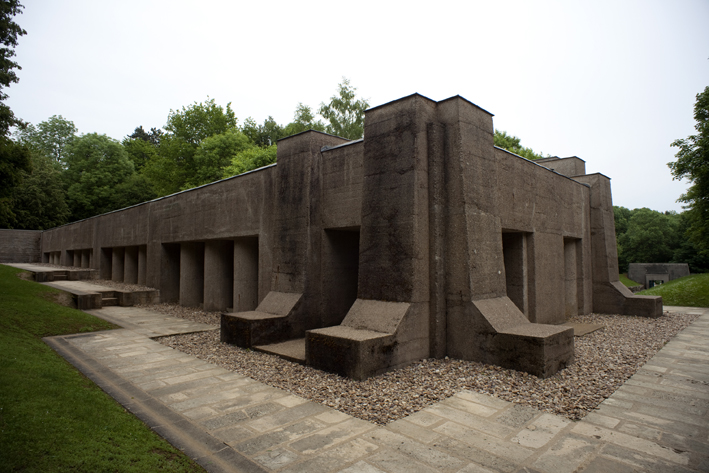